# 카와이 사사미
카와이 사사미 (한국명:루비)는 《마법천사 루비》의 등장인물이다. 본 애니메이션에서 목소리를 연기한 성우는 일본판은 요코하마 치사이고 한국판은 문선희, 양정화이다. 

## 개요
마법천사 루비의 주인공으로, 라이오학원 초등부 4학년이다. 츠나미의 선택에 따라 강제로 마법소녀가 되었다.  
머리모양은 하늘색 트윈테일. 

## 프리티사미
"프리티 뮤테이션 매지컬 리콜!" 이미지 색상은 분홍색. 

머리 모양은 변신 전의 평범한 트윈테일에서 허리를 지나는 거대한 트윈테일로 변한다.